# Marie Hortense Fiquet
Marie Hortense Fiquet (22 d'abril de 1850, Saligney, Districte de Dole, al departament de Jura - 1922) va ser la companya i model, més tard dona i musa, de Paul Cézanne, pintor postimpressionista per a qui va posar en 29 pintures sense somriure mai en cap d'elles.
Quan l'artista la va conèixer, ella treballava com a llibretera. El 1870, Hortense va viatjar amb Cézanne a L'Estaque, per evitar que aquest fos reclutat. El 1872 van tenir un fill a qui anomenaren Paul. Després es van traslladar amb el seu fill a Auvers-sur-Oise. Durant anys, la relació es va ocultar al pare de Cézanne. No es van casar fins al 28 d'abril de 1886 a Ais de Provença.
Les relacions posteriors entre l'artista i la seva dona van ser difícils, i amb el temps ella va marxar a París. Les dificultats financeres van fer que tornés a Provença, però van romandre en habitacions separades. La diabetis del pintor, diagnosticada el 1890, provocava comportaments que van afectar el seu matrimoni. La mort de la mare del pintor, el 1897, li va permetre reconciliar-se amb la seva dona, encara que la seva relació va seguir sent tempestuosa. El 1902 va fer un esborrany de testament excloent la seva esposa de l'herència i deixant-ho tot al seu fill. Aparentment la relació estava de nou trencada; es diu que ella va cremar els records de la seva mare.

## Model de Cézanne
Hortense Fiquet, o Madame Cézanne, va posar com a model de Paul Cézanne en 29 obres. La seva expressió és similar a la d'algú que no sap que li estan prenent una foto. Independentment de les seves dures mirades, Cézanne va decidir representar la seva dona, una vegada i una altra, durant un període de vint anys, presentant Fiquet en una llum serena que li dona un aire de misteri i intriga. En la majoria de les obres de Madame Cézanne, s'observa la manca de detall intricat. La pintura s'aplica vagament i no es desenvolupa articularment, deixant espai per a la reflexió. A Madame Cézanne al Conservatori, les mans d'Hortense són gairebé completament sense acabar, mentre que, per contra, l'arbre en el fons té una àmplia gamma de valor i detall. Alguns dels seus retrats:

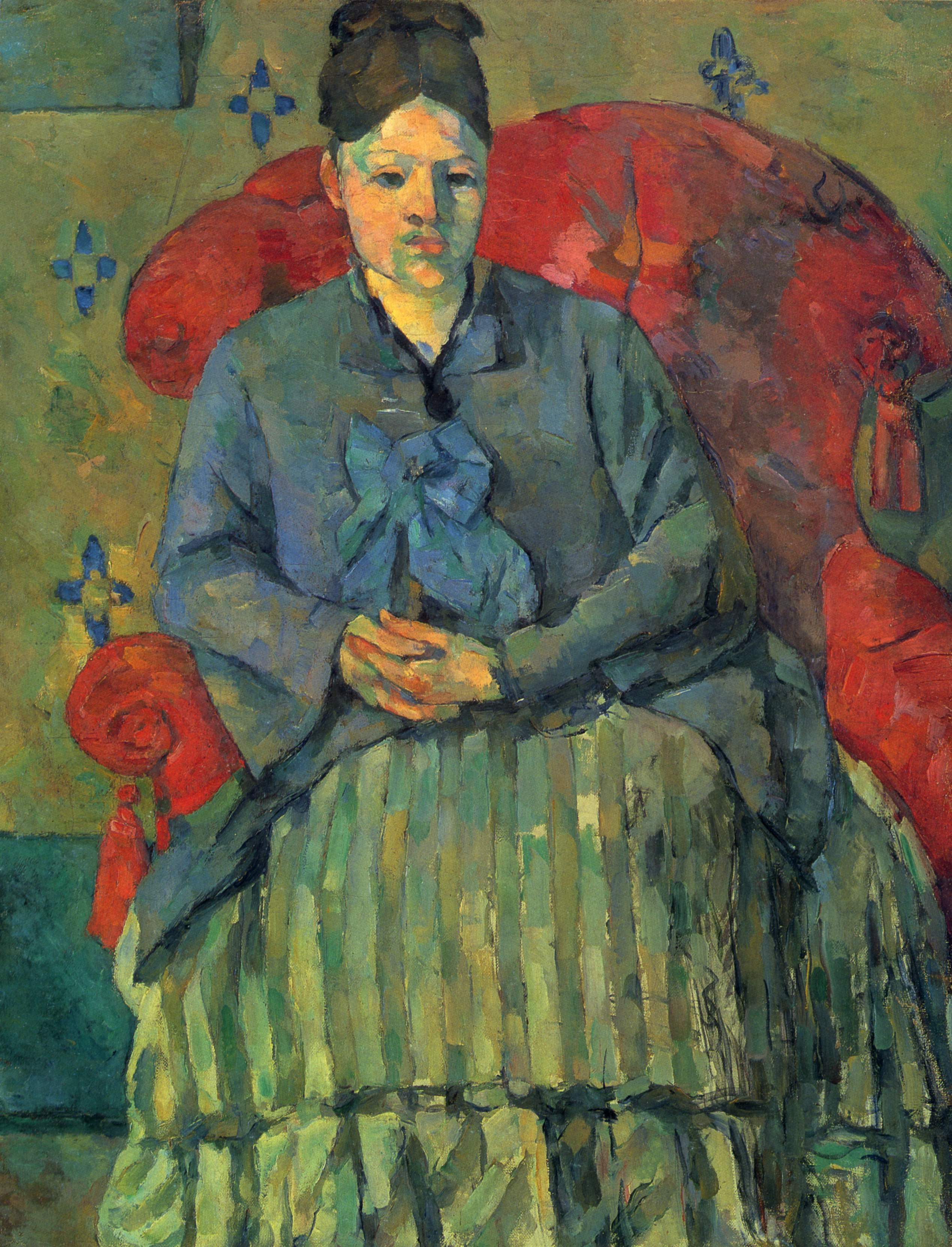
Madame Cézanne dans un fauteuil rouge, 1877. Museu de Belles Arts de Boston
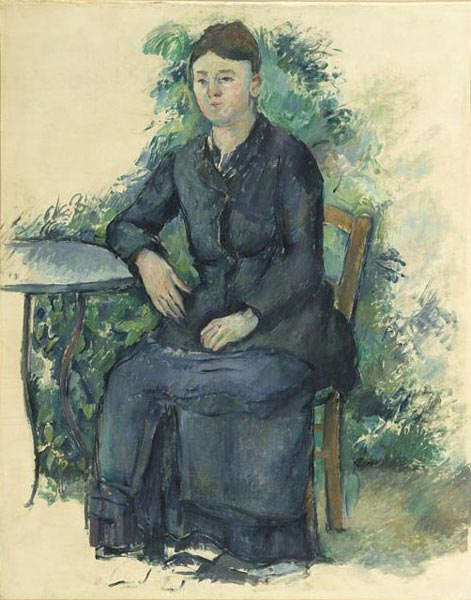
Madame Cézanne au jardin, circa 1880, oli sobre taula, Musée de l'Orangerie
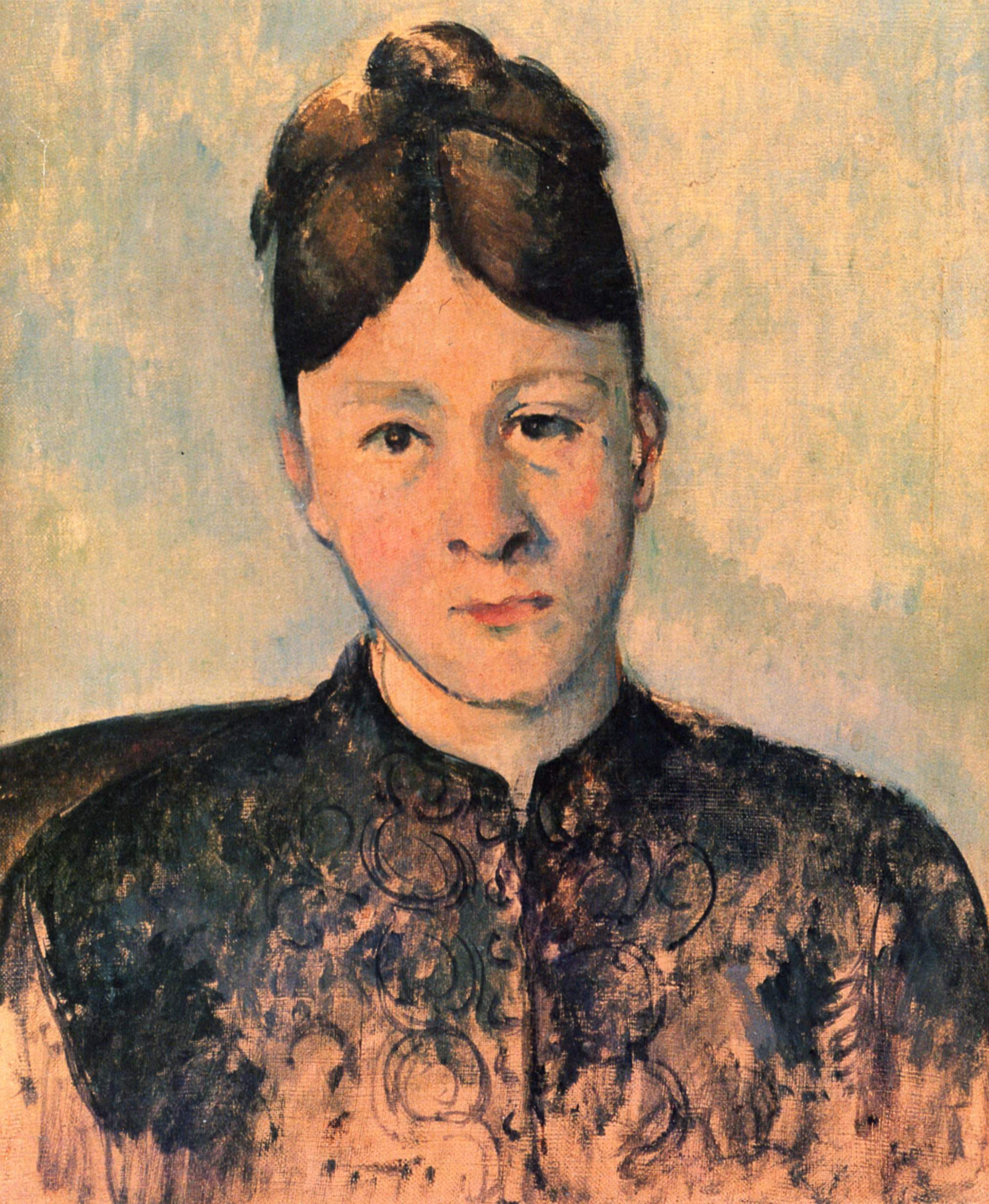
Portrait de Madame Cézanne, c. 1885
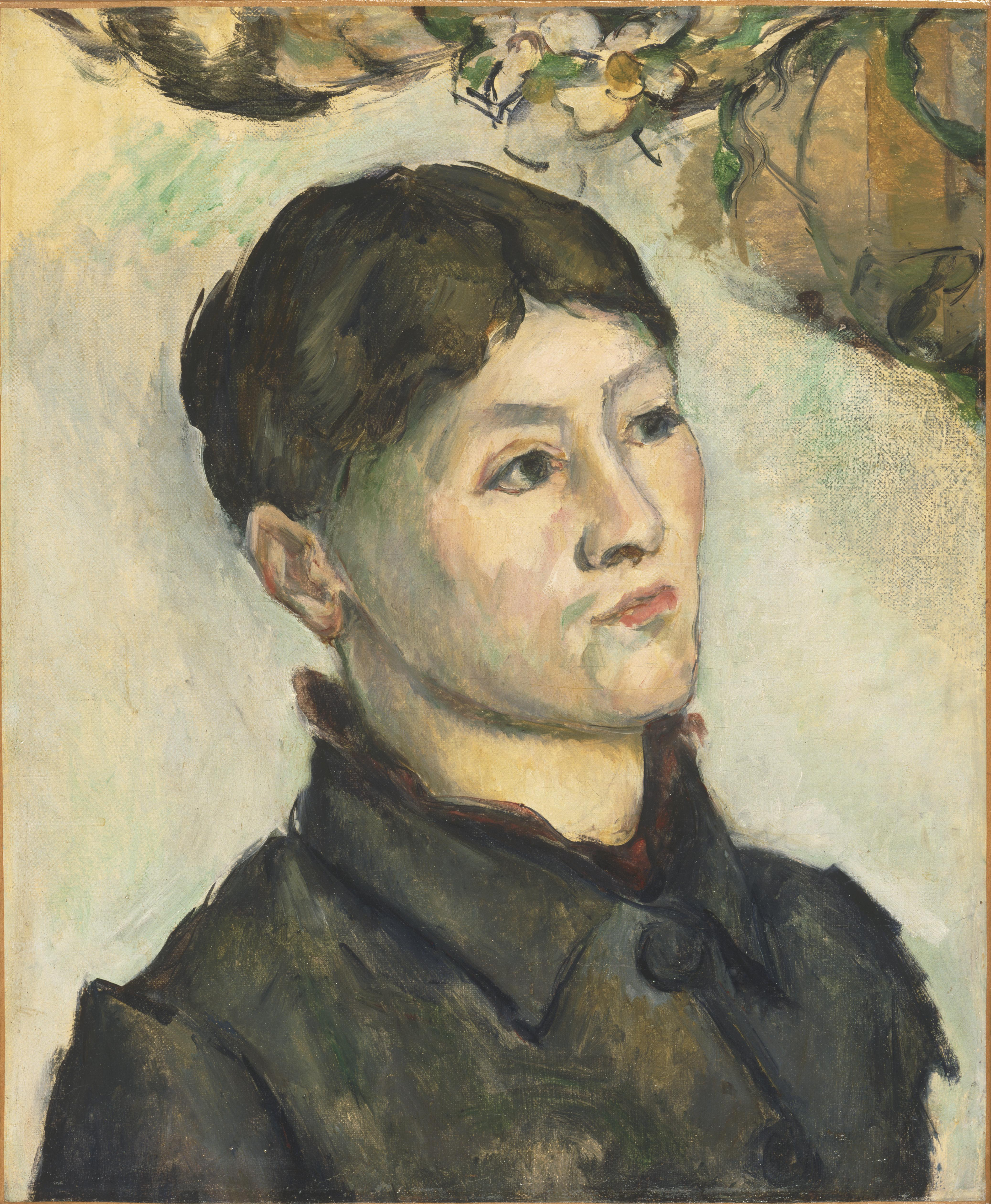
Portrait de Madame Cézanne, 1885, Museu d'Art de Filadèlfia
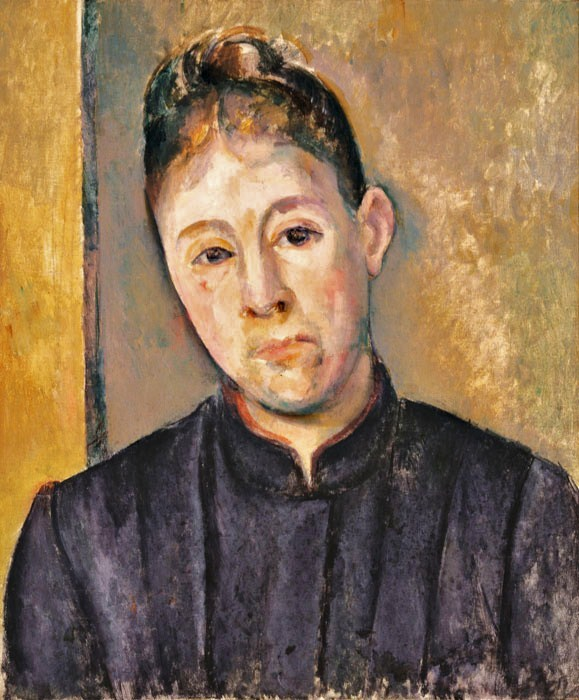
Portrait de Madame Cézanne, 1885-1886, Musée d'Orsay, París
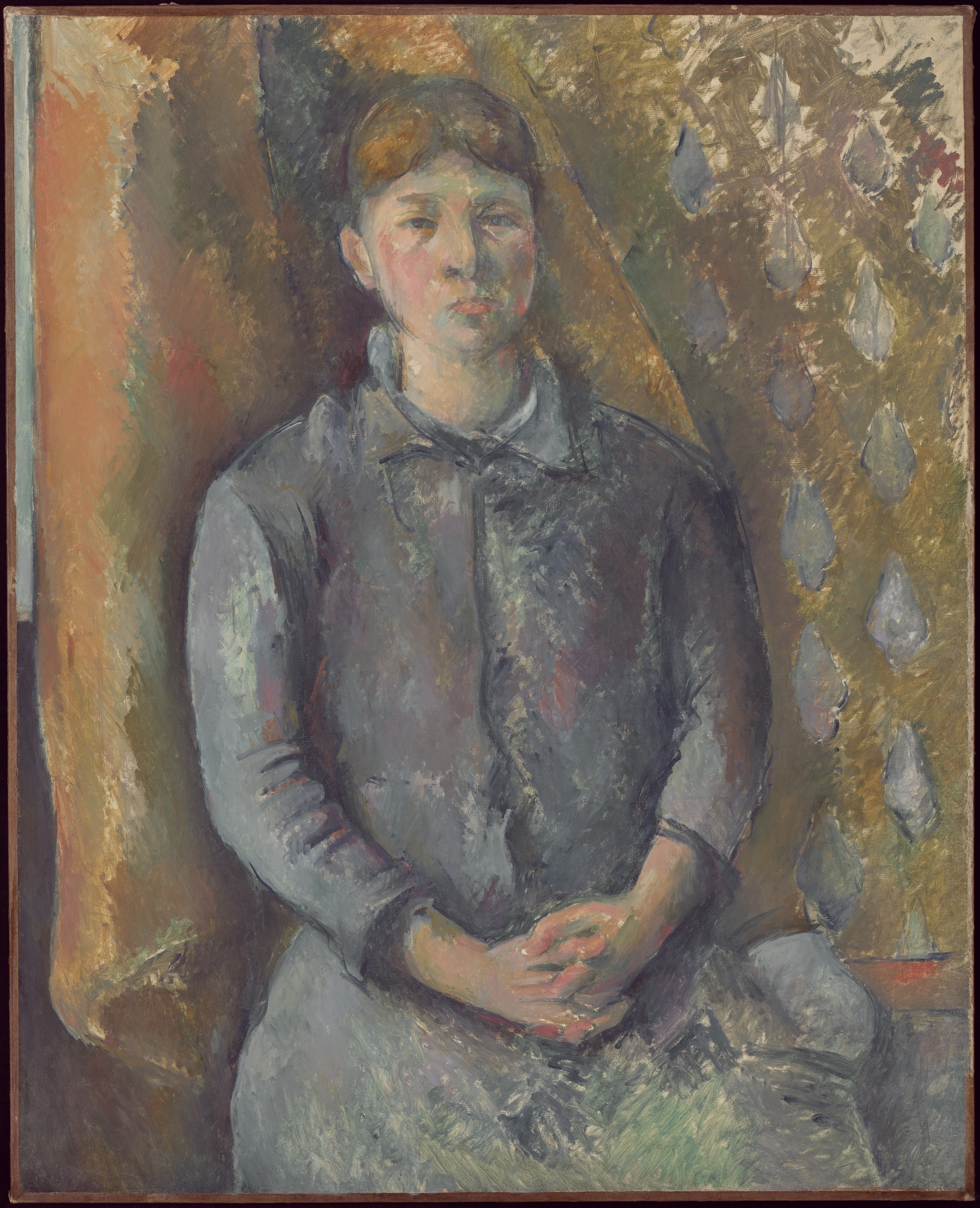
Madame Cézanne, c. 1886, huile sur toile, Institut d'Art de Chicago
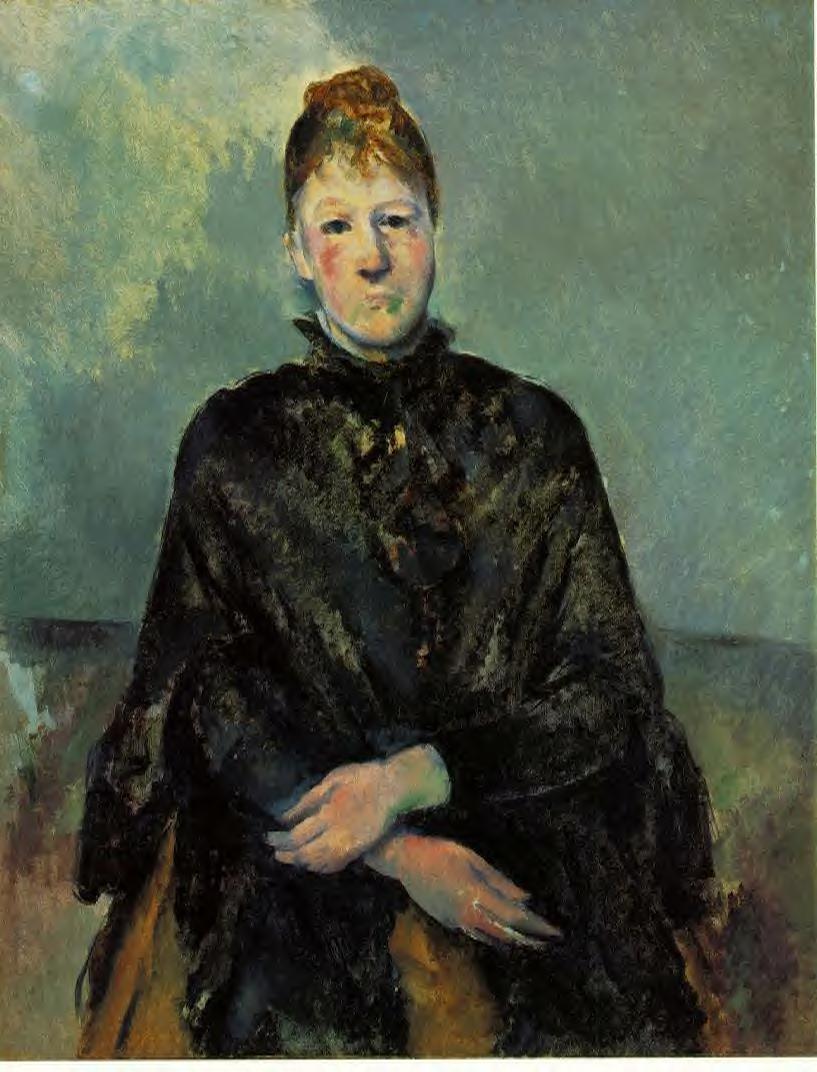
Portrait de Madame Cézanne, 1885-1887, Fundació Barnes, Pennsilvània
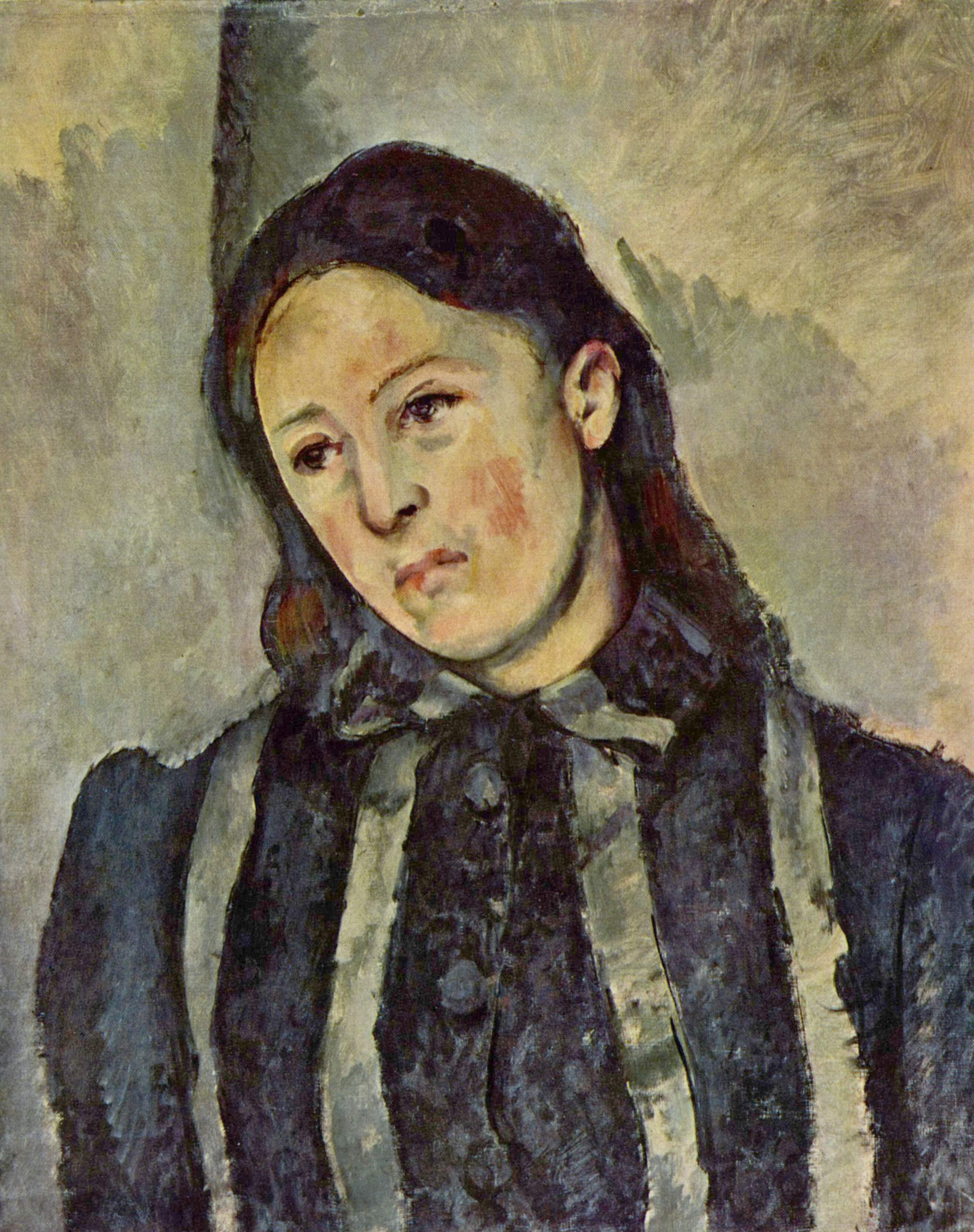
Portrait de madame Cézanne, cheveux lâchés, c. 1883-1887, Museu d'Art de Filadèlfia
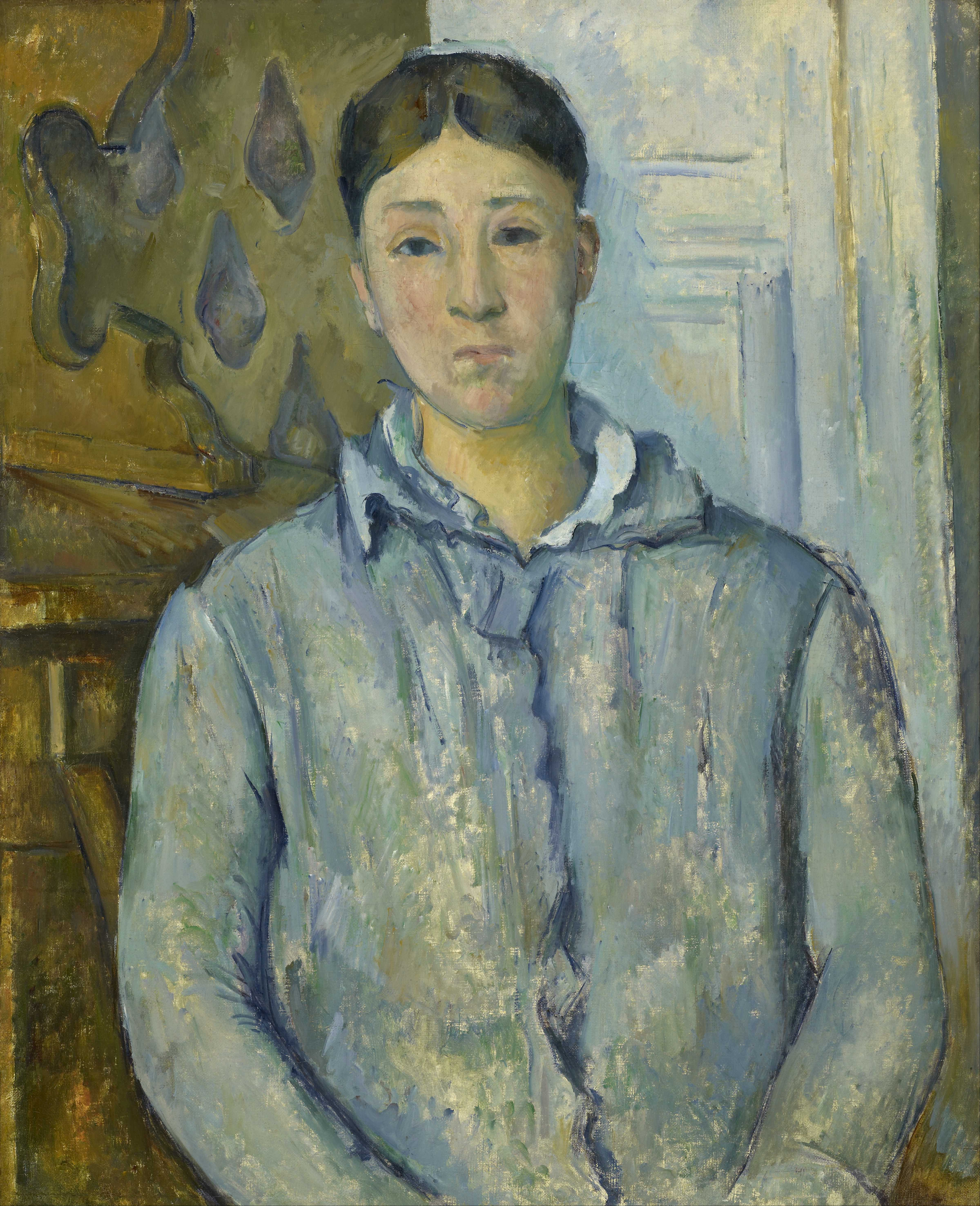
Madame Cézanne en bleu, 1890, Museu de Belles Arts de Houston
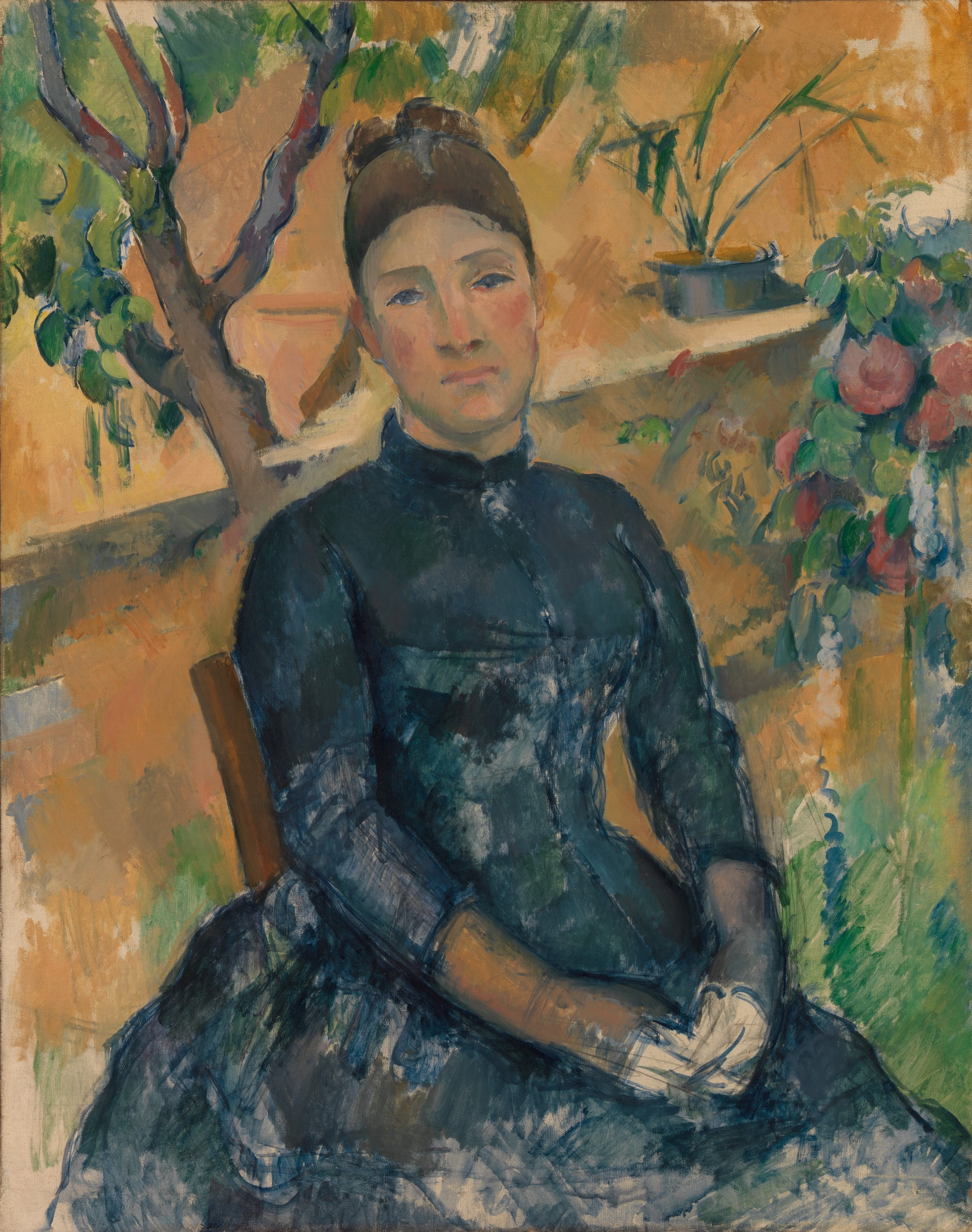
Madame Cézanne au Conservatoire, 1891, Metropolitan Museum of Art, Nova York
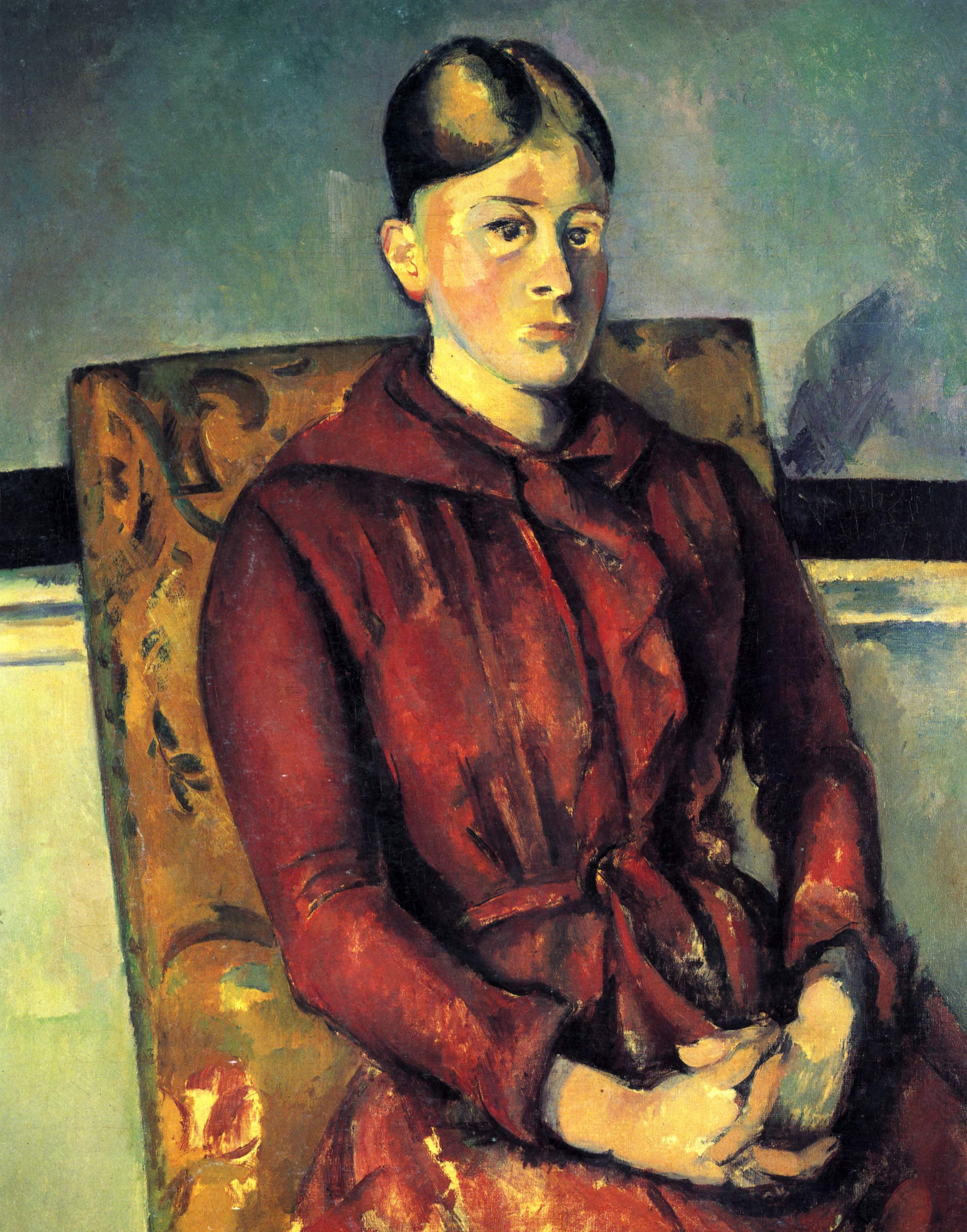
Madame Cézanne au fauteuil jaune (en una cadira groga), 1888-1890, Institut d'Art de Chicago
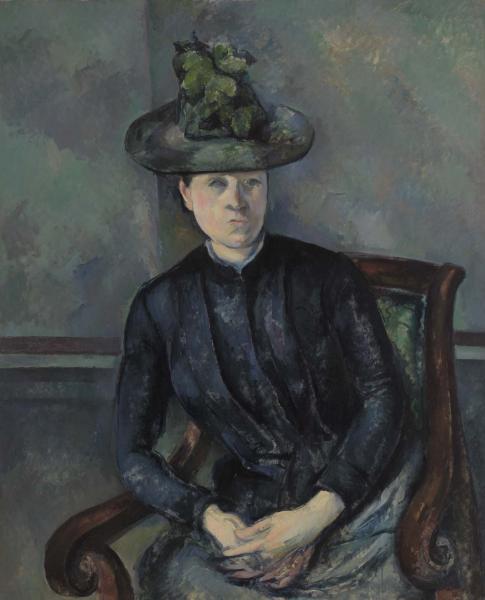
Femme au chapeau vert (Madame Cézanne), 1894-1895, Fundació Barnes
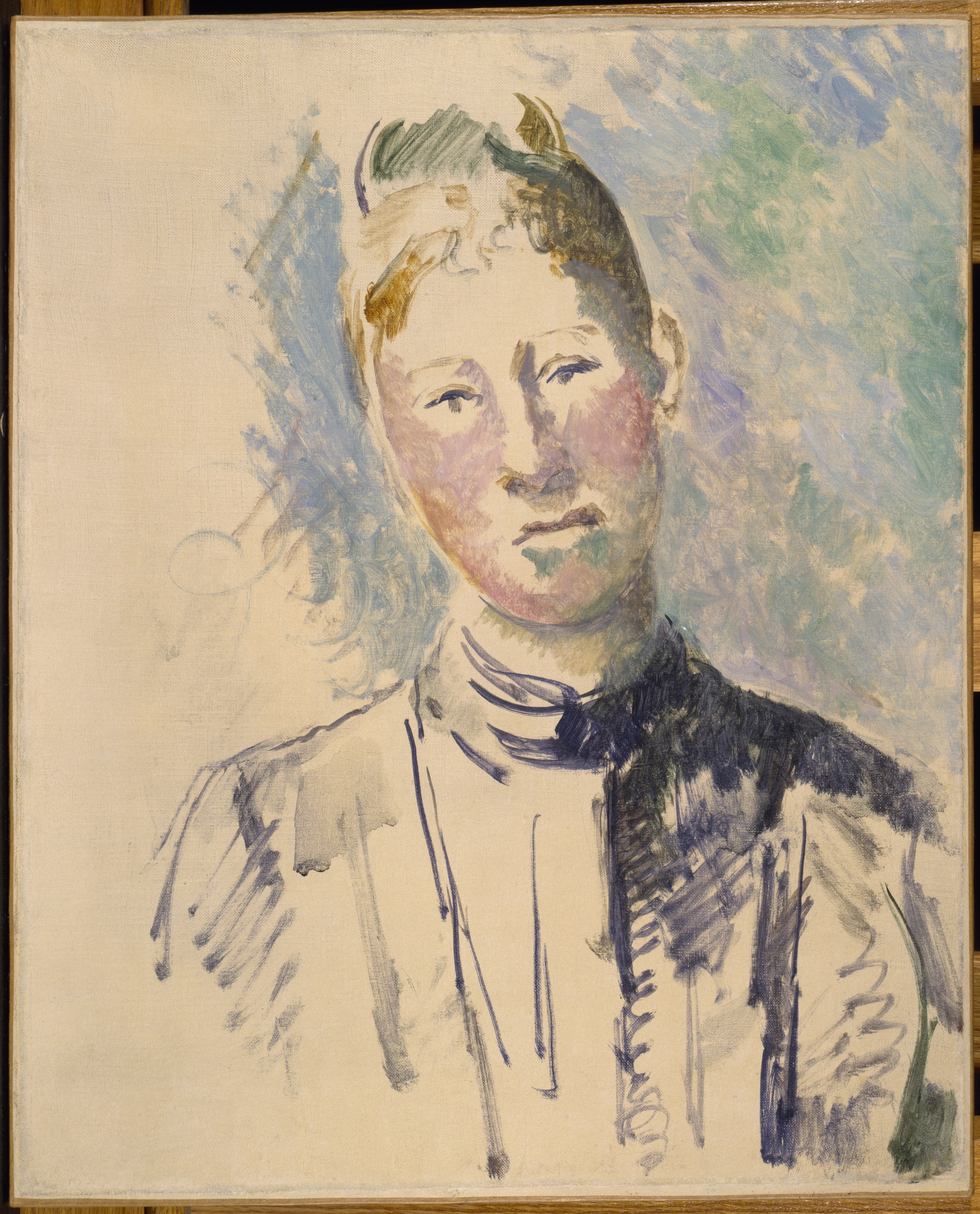
Madame Cézanne, 1885-87, Museu Solomon R. Guggenheim (Nova York)

Altres retrats:
- Madame Cézanne amb vestit vermell 1890-1894, Oli sobre tela, 93,3 × 74 cm; Museu d'Art de São Paulo
- Madame Cézanne aux cheveux dénoués (despentinada) 1890-92; Oli sobre tela, 61,9 x 50,8 cm; Museu d'Art de Filadèlfia
- Woman in a Green Hat (Madame Cézanne) 1894-95; Oli sobre tela, 100,2 x 81,2 cm; Fundació Barnes, Pennsylvania